# Giovanni Cobolli Gigli
Giovanni Cobolli Gigli, född 4 januari 1945 i Albese con Cassano, provinsen Como, regionen Lombardiet, Italien, är en italiensk jurist, tidigare klubbdirektör för det italienska fotbollslaget Juventus FC. Han var brorson till Giuseppe Cobolli Gigli, som i fyra år var minister i Mussolinis regering. Cobolli Gigli avlade examen i ekonomi och handel vid Università Commerciale Luigi Bocconi i Milano.